# Med våldets rätt
Med våldets rätt är en amerikansk film från 1947 i regi av Jules Dassin.

## Handling
Joe Collins är intagen på fängelset Westgate. Fängelset styrs i praktiken av den sadistiske chefsvakten kapten Munsey som på ett subtilt sätt manipulerar fångarna på anstalten att vända sig mot varandra eller ställa till bråk för att han ska kunna rättfärdiga hårdare regler. Collins planerar att rymma från fängelset.

## Rollista
- Burt Lancaster - Joe Collins
- Hume Cronyn - kapten Munsey, chefsvakt
- Charles Bickford - Gallagher
- Yvonne De Carlo - Gina Ferrara
- Ann Blyth - Ruth
- Ella Raines - Cora Lister
- Anita Colby - Flossie
- Sam Levene - Louie Miller
- Jeff Corey - Freshman
- John Hoyt - Spencer
- Roman Bohnen - fängelsedirektör Barnes
- Sir Lancelot - "Calypso"
- Vince Barnett - Muggsy
- Jay C. Flippen - Hodges, vakt
- Richard Gaines - McCallum
- Frank Puglia - signore Ferrara
- Howard Duff - Becker
- Whit Bissell - Tom Lister